# لیتلتاون (آریزونا)
لیتلتاون (به انگلیسی: Littletown) یک منطقهٔ مسکونی در ایالات متحده آمریکا است که در شهرستان پیما، آریزونا واقع شده‌است. لیتلتاون ۰٫۳۲ کیلومتر مربع مساحت و ۵٬۴۷۶ نفر جمعیت دارد و ۸۲۸ متر بالاتر از سطح دریا واقع شده‌است.